# Эллиль-надин-апли
Эллиль-надин-апли (Enlil-nādin-apli; букв. «Эллиль даровал наследника») — царь Вавилонии, правил приблизительно в 1103 — 1099 годах до н. э.
Сын Навуходоносора I. По-видимому, он сел на трон ещё очень молодым человеком и умер, не оставив наследника, так как престол после его смерти достался его дяде, младшему брату Навуходоносора. О событиях, происходивших в правление Эллиль-надин-апли, почти ничего не известно.
Надпись Эллиль-надин-апли сообщает, что Гулькишар — 6-й царь II Вавилонской династии подарил богине Нина участок земли в области города Дер, а сам Эллиль-надин-апли снова передал упомянутое угодье в 4-м году своего правления.
Эллиль-надин-апли правил 4 года.